# 贝尔梅尼勒 (索姆省)
贝尔梅尼勒（法語：Bermesnil，法語發音：[bɛʁmenil]）是法国上法蘭西大區索姆省的一个市镇，属于阿布维尔区。

## 地理
贝尔梅尼勒（49°53'55"N, 1°44'6"E）面积4.1 平方千米，位于法国上法蘭西大區索姆省，该省份为法国北部沿海省份，北起加来海峡省和北部省，西接滨海塞纳省和大西洋英吉利海峡，南至瓦兹省，东临埃纳省。
与贝尔梅尼勒接壤的市镇（或旧市镇、城区）包括：昂丹维尔、安瓦勒-布瓦龙、维默地区利涅尔、瑟纳尔蓬。
贝尔梅尼勒的时区为UTC+01:00、UTC+02:00（夏令时）。

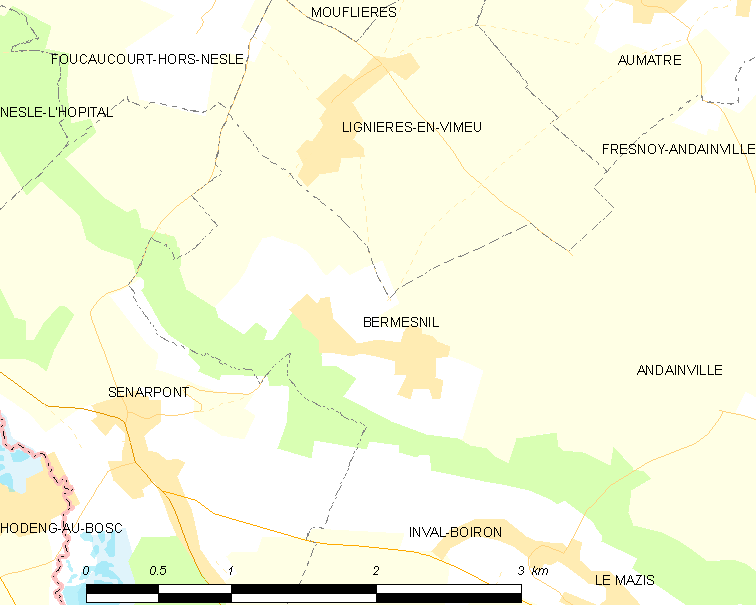
贝尔梅尼勒的OSM定位图

## 行政
贝尔梅尼勒的邮政编码为80140，INSEE市镇编码为80084。

## 政治
贝尔梅尼勒所属的省级选区为皮卡第地区普瓦县。

## 人口

1962-2008年间贝尔梅尼勒人口变化图示

贝尔梅尼勒于2022年1月1日时的人口数量为201人。